# Nottaufe
Die Nottaufe (auch Taufe in der Not) ist in mehreren Konfessionen eine Taufe, die bei Lebensgefahr des Täuflings abweichend von der üblichen Praxis nicht von einem Geistlichen, sondern einem Laien ausgeführt werden kann. Die genaue Definition und Anwendung unterscheidet sich in den verschiedenen Konfessionen; Grundlage ist jedoch stets, dass ein ordentlicher Taufspender nicht rechtzeitig herbeigeholt werden kann, um zu taufen. Nottaufen sind unter anderem in der römisch-katholischen Kirche, in orthodoxen, lutherischen, evangelisch-unierten, anglikanischen und altkatholischen Kirchen, seltener in reformierten und methodistischen Kirchen möglich.
Wird die Taufe in einem Notfall von einem ordentlichen Taufspender ausgeführt, wird sie auch als „Jähtaufe“ bezeichnet.

## Geschichte

### Alte Kirche und Katholizismus
Bis zum 3. Jahrhundert gab es keine kirchliche Lehre zur Nottaufe. Eine Taufe war in dieser Zeit nur durch den Bischof möglich. Auf der Synode von Elvira (305) wurde die Nottaufe durch einen beliebigen Christen im Angesicht des Todes legitimiert, nur nicht dann, wenn eine Kirche im näheren Umkreis vorhanden ist. Auf dem Konzil von Ferrara/Florenz (1431–1445) wurde erstmals durch ein Ökumenisches Konzil die Möglichkeit der Nottaufe durch einen frommen Mann oder eine fromme Frau bestätigt, jedoch musste ein überlebender Täufling nach seiner Genesung noch einmal in einer Kirche getauft werden. Das Konzil ging davon aus, dass durch die Nottaufe das Kind aus den Händen des Teufels gerissen und von Gott aufgenommen werde. Ansonsten traf das Konzil von Basel/Ferrara/Florenz keine Unterscheidungen zwischen Nottaufe und allgemeiner Kindertaufe.
Erst auf dem Konzil von Trient (1545–1563)  wurde eine klare Abgrenzung zwischen Kinder- und Nottaufe vorgenommen. Das Konzil stellte die Heilsnotwendigkeit der Taufe durch die Lehre von der Erbsünde in den Vordergrund. Demnach sei nur derjenige, der auf Jesus Christus getauft wurde, frei von dieser Sünde. Versterbe ein ungetauftes Kind oder ein Säugling, so komme es aufgrund der Erbsünde nicht in den Himmel, auch wenn seine Seele frei von persönlicher Schuld und Sünde sei. Die Seelen dieser Kinder gingen stattdessen in den Limbus puerorum ein.
Am 20. April 2007 (AP) genehmigte Papst Benedikt XVI. die Ergebnisse einer Internationalen Theologenkommission und ermöglichte damit die Abwertung der Lehre vom Limbus puerorum zu einer älteren theologischen Meinung, die nicht vom kirchlichen Lehramt unterstützt wird. Damit ist die Befreiung von der Erbsünde und der Verdammnis als Begründung für eine Nottaufe von sterbenden Kindern nicht mehr Teil der Lehre der Kirche.

### Reformation
Im Gegensatz zu Martin Luther, der seinem Kleinen Katechismus eine Anleitung zur Nottaufe beifügte, lehnten Johannes Calvin (Inst. IV, 15, 20) und Heinrich Bullinger (Confessio Helvetica Posterior XX) Nottaufen ab. Noch 1818 wurde festgestellt, dass von den reformierten Gemeinden in Bayern sowie der unierten Kirche der Pfalz die Nottaufe „unbedingt verworfen wird“. Auch die Methodisten verwiesen im Dialog mit den Lutheranern darauf, dass sie die Taufe nicht in derselben Weise als heilsnotwendig ansähen wie die Lutheraner und die Nottaufe deshalb bei ihnen selten sei.

## Nottaufe in der römisch-katholischen Kirche

### Voraussetzungen für die Gültigkeit
Die Taufe muss unter Verwendung von Wasser und der trinitarischen Formel „im Namen des Vaters, des Sohnes und des Heiligen Geistes“ erfolgen. Dabei ist der Täufling mit Wasser zu übergießen. Soweit nach den Umständen möglich, sollen Zeugen hinzugezogen werden. Das Kirchenrecht sieht vor, dass die Taufe „außer im Notfall“ in einer Kirche oder Kapelle gespendet werden soll.

### Durchführung
Besteht akute Lebensgefahr, so kann die Taufhandlung auf das Sprechen der Taufformel „Ich taufe dich im Namen des Vaters und des Sohnes und des Heiligen Geistes“ reduziert werden. Beim Sprechen dieser Taufformel wird der Täufling dreimal mit Wasser übergossen. Steht mehr Zeit zur Verfügung, soll die Nottaufe in eine kurze liturgische Feier eingebettet werden. Insbesondere ist dabei durch den Täufling oder dessen Paten oder Eltern der Glaube zu bekennen, z. B. durch Beantwortung der Tauffragen oder durch Sprechen des Glaubensbekenntnisses. Auf die Benutzung von Weihwasser und ausdeutende Riten wie die Salbung mit Katechumenenöl und Chrisam kann verzichtet werden.

#### Taufe ungeborener Kinder

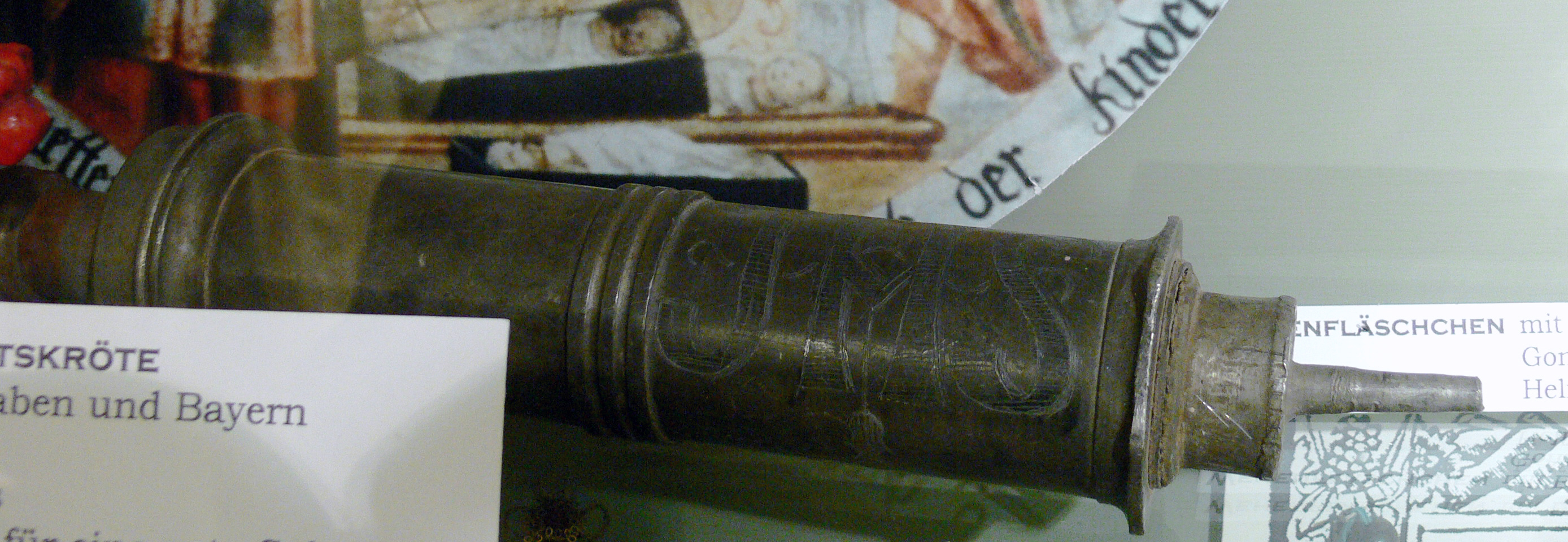
Taufspritze zur Taufe eines Ungeborenen im Mutterleib (um 1800)

Nach Lehre des Augustinus von Hippo fielen ungetauften gestorbene Kinder der Verdammnis anheim. So erschien die auch die Nottaufe ungeborener Kinder wichtig, zumal oft tote schwangere Frauen nicht beim Begräbnisgottesdienst aufgebahrt werden durften, da ihr Ungeborenes ungetauft war. Vor der Beisetzung der Schwangeren in geweihter Friedhofserde war das Kind heraus zu schneiden und außerhalb des Friedhofs beerdigt werden.
Folglich schrieb die Synode von Trier 1310 den Hebammen vor, auch an noch nicht geborenen Kindern „bei dringender Lebensgefahr“ Nottaufen vorzunehmen. Denn ungetaufe Kinder kamen nach damaliger Lehre in den Limbus puerorum.
Bei der Nottaufe sollten sie den Kopf des Ungeborenen mit dem Taufwasser beträufeln. Wenn das Ungeborene für die taufenden Hände der Hebamme noch nicht sicher erreichbar war, wurde eine Taufspritze benutzt, um das Taufwasser in die Scheide einzubringen. Die Verwendung einer Taufspritze ist erstmals für 1480 bezeugt. In einzelnen Gebieten wurde sie noch bis Mitte des 20. Jahrhunderts verwendet. Die Verwendung von geweihtem Wasser war nicht vorgeschrieben. Die dabei zu sprechende Taufformel, die mit den Worten „Wenn du lebest, so taufe ich dich ...“ begann, musste die Hebamme korrekt beherrschen. Dazu gab es entsprechende Taufprüfungen durch den Pfarrer. Für ungetauft verstorbene Kinder gab es u. a. „Traufkindbestattungen“, also unter der Traufe des Kirchdaches.

### Gültigkeit
Wenn kein ordentlicher Spender zugegen ist, darf nach der Lehre der römisch-katholischen Kirche im Notfall jeder Mensch taufen, der die richtige Absicht hat, das heißt, er muss tun wollen, was die Kirche tut, wenn sie tauft. Für die Erlaubtheit der Taufe muss im „dringenden Notfall“ „nur das beachtet werden, was zur Gültigkeit des Sakramentes erforderlich ist“ (850  CIC): die rechte Intention, die trinitarische Formel und das Übergießen mit oder Eintauchen in Wasser. Der Spender einer Nottaufe muss nicht Christ sein; die Taufe kann im Notfall nach 861§2  CIC von jedem „von der nötigen Intention geleiteten Menschen“ gespendet werden. Den Gläubigen soll durch den örtlichen Pfarrer oder einen Seelsorger die richtige Art und Weise der Taufe vermittelt werden. Die Nottaufe muss zeitnah dem Pfarrer mitgeteilt werden, damit er sie in das Taufregister eintragen kann.

## Nottaufe in den anglikanischen und altkatholischen Kirchen
Die Kirchen der Anglikanischen Gemeinschaft und die Altkatholische Kirche praktizieren ebenfalls die Nottaufe. In der Church of England genügt es dazu, das Haupt des Täuflings mit Wasser zu übergießen und dazu die Taufworte „N.N., ich taufe dich im Namen des Vaters und des Sohnes und des Heiligen Geistes“ zu sprechen. Auch in den anglikanischen Kirchen kann die Nottaufe von einem Laien durchgeführt werden, wenn kein Bischof, Priester oder Diakon zur Stelle ist. Nach dem Vollzug ist die Taufe der für die Seelsorge am Neugetauften verantwortlichen Person mitzuteilen. Andere Elemente des Taufgottesdienstes, wie z. B. die Salbung mit Chrisam, können zu einem späteren Zeitpunkt nachgeholt werden.

## Evangelische Kirchen
In den Kirchen der EKD kann eine Nottaufe durchgeführt werden, wenn ein Ungetaufter sehr krank ist und zu sterben droht. Eine solche Nottaufe kann von jedem Christen vorgenommen werden.

## Andere Konfessionen
In anderen Konfessionen kann die Nottaufe ähnlich vollzogen werden. In den orthodoxen Kirchen wird das Taufritual im Notfall auf die essentiellen Gesten beschränkt, sie kann durchgeführt werden, auch wenn kein Priester zugegen ist.
In allen Kirchen darf jeder Mensch taufen, allerdings nicht ohne Zustimmung des Erkrankten oder der Sorgeberechtigten. Die Einführung in die Gemeinde muss nicht nachgeholt werden, sondern die Nottaufe wird nur in das Taufregister eingetragen.
In Kirchen, die die Taufe nicht als heilsnotwendiges Sakrament ansehen und (hauptsächlich) die Gläubigentaufe als Bekenntnisakt praktizieren, gibt es keine Lehre zur Nottaufe.